# باديام
باديام هي بلدة ريفية موريتانية تقع في مقاطعة قابو في منطقة كيدي ماغا الواقعة في جنوب موريتانيا.

## الموقع
تقع بلدة باديام في جنوب شرق منطقة كيدي ماغا الواقعة في جنوب موريتانيا، وتبلغ مساحتها 888.5 كيلومتر مربع، ويحدها من جهة الشمال بلدية سوفي، ومن جهة الحنوب والغرب بلدية قابو، ومن الطرف الشمالي الغربي بلدية سيليبابي، بينما يحدها من جهة الشرق نهر كاراكورو الذي يشكل حدود البلدة مع مالي.

## السكان
شهدت بلدة باديام نموًّا سكانيًّا ملحوظًا خلال القرن الحادي والعشرين، حيث ارتفع عدد سكان البلدة من 9234 نسمة في عام 2000، إلى 13430 نسمة في عام 2013 بمُعدل نمو سنوي بلغ 3.1٪ على مدى 13 عامًا.

## التاريخ
تأسست مدينة باديام بموجب المرسوم الصادر في 20 أكتوبر عام 1987 بشأن تأسيس البلديات الموريتانية. ونظرًا لقربها من مالي والسنغال، فقد كانت البلدة معبرًا للعديد من المسافرين الذين يرغبون في الذهاب إلى المدن القريبة مثل نواكشوط أو داكار أو باماكو. وبسبب هجرة الكثير من سكان البلدة للخارج، ولا سيما إلى فرنسا، مثلها في ذلك مثل العديد من قرى منطقة سونينكي، استطاع هؤلاء المُهاجرين من توفير المال اللازم لتطوير البنية التحتية للبلدة بمرور الوقت.

## التقسيم الإداري
كانت مدينة باديام تابعة في السابق لمقاطعة سيليبابي، ولكن بدءًا من عام 2018 أصبحت المدينة جزءًا من مقاطعة قابو بعد إعادة التقسيم الإداري للمنطقة. كانت قبيلة الصومريّين هما من أسسوا بلدة باديام في البداية، أما في الوقت الحالي فهناك قبيلتان تتبادلان حكم البلدة هما قبيلة الصومريين وقبيلة غانديغا بحيث تؤول مسؤولية حكم البلدة للأكبر سنا في كلتا القبيلتين. ويتم انتخاب رئيس البلدية، والذي يشغل منصب عمدة البلدة بصفة رسمية، عن طريق انتخابات البلديات الموريتانية، ولكنه يترك في النهاية لزعيم البلدة المنتمي لإحى القبيلتين إدارة الجزء غير الرسمي من شؤون سكان البلدة.

## الاقتصاد
تُشكل الزراعة النشاط الاقتصادي الرئيسي لسكان بلدة باديام مثلهم في ذلك مثل سكان جميع البلدات الموريتانية الموجودة في المنطقة تقريبًا. ومع ذلك فلا يزال اقتصاد البلدة متواضعًا وهش بسبب ما يواجهه من عقبات تُعرقل محاولات تنميته، ولا سيما الظروف المناخية أو قلة الإمكانيات المتوفرة للمزارعين. وفي سبيل للتغلب على هذه المعوقات، قامت الحكومة الموريتانية بالتعاون مع المنظمات غير الحكومية المختلفة لتمويل عدد من المشاريع التي تُساعد على تحسين الظروف المعيشية لسكان البلدة.